# Cecil Aronowitz
Cecil Aronowitz (King William's Town, Sud-àfrica. 4 de març, 1916 - Ipswich, Anglaterra, 7 de setembre, 1978), va ser un violista britànic, membre fundador del Melos Ensemble, un músic de cambra destacat i un professor influent al Royal College of Music i al Royal Northern College of Music.

## Carrera
Cecil Aronowitz el 1933 va començar a estudiar violí a Durban amb Stirling Robbins. Després de dos anys va anar a Anglaterra amb una beca a l'estranger per estudiar al Royal College of Music de Londres. El 1939, la Segona Guerra Mundial va interrompre els seus estudis i va passar els següents sis anys a l'exèrcit. Quan va tornar a Anglaterra, va canviar a la viola.

El Quartet Amadeus li demanava regularment que toqués la segona viola del repertori del quintet de corda i del sextet de corda. A la primavera de 1949 es va unir a les violes de l'Orquestra Filharmònica de Londres. El 1950 va cofundar el Melos Ensemble. Aronowitz va ser el violista del grup durant dècades, i Terence Weil era el violoncel·lista. El fagotista William Waterhouse va escriure el 1995: 
| « | "Va ser la notable compenetració entre aquest parell de cordes greus, que va romandre constant al llarg d'una successió de líders distingits, la que va donar una distinció especial a aquest conjunt excepcional". | » |

Va tocar i gravar amb el Quartet de Piano Pro Arte, amb Kenneth Sillito tocant el violí, i Terence Weil i Lamar Crowson tocant el piano. Aronowitz tocava regularment amb els London Mozart Players i va ser el violista principal de l'Orquestra Goldsbrough (que més tard es convertiria en l'Orquestra de Cambra English). També va aparèixer al Festival d'Aldeburgh cada any des del 1949 fins a la seva mort el 1978. A Aldeburgh, Aronowitz va ser solista, músic de cambra i director de violes de l'English Opera Group.
Benjamin Britten va escriure moltes parts de viola pensant en Cecil Aronowitz, sobretot en les seves òperes de cambra i òperes d'església. La música de cambra del seu War Requiem (Rèquiem de Guerra) va ser escrita per al Melos Ensemble i va ser dirigida per Britten en la primera representació a Coventry el 1962. La primera gravació es va fer el 1963. Cecil Aronowitz també va participar en l'estrena i la primera gravació de Curlew River de Britten el 1964. El 1976, Britten va escriure per a Aronowitz una versió del seu Lachrymae (escrit per a William Primrose el 1950, originalment per a viola i piano) per a viola i orquestra de corda.
El 1951, va estrenar la Suite per a viola i violoncel d'Arthur Butterworth amb Terence Weil. Alun Hoddinott va escriure un Concertino per a viola per a ell el 1958. Variacions per a viola i piano (1958), l'Op. 1 de Hugh Wood, va ser estrenada per Margaret Kitchin i Cecil Aronowitz el 7 de juliol de 1959 en un concert al Wigmore Hall ofert per la Society for the Promotion of New Music. A la dècada de 1960, va tocar al Quartet Cremona amb el director Hugh Maguire, Iona Brown i Terence Weil.] Al Festival d'Aldeburgh de 1976, ell i la seva dona Nicola Grunberg van fer la primera actuació pública fora de Rússia de l'última obra de Xostakóvitx, la Sonata per a viola i piano, Op. 147, en presència de Britten i la vídua de Xostakóvitx.
Va ensenyar viola i música de cambra al Royal College of Music durant 25 anys, i després, el 1973, es va convertir en el primer cap de corda al recentment format Royal Northern College of Music de Manchester. El RNCM ha atorgat regularment un premi Cecil Aronowitz de viola.
El 1978 va patir un ictus en una interpretació del Quintet de corda en do major de Mozart a Snape Maltings i va morir a Ipswich, Anglaterra, el 7 de setembre.

## Enregistraments
La seva llarga discografia inclou molts enregistraments notables amb el Melos Ensemble. Els seus enregistraments de música de cambra tant per a vent fusta com per a corda es van reeditar el 2011, incloent-hi les obres per a conjunts més grans que van ser el motiu per fundar el conjunt, com ara el Septet i Octet de Beethoven, l'Octet de Schubert i la Introducció i Allegro de Ravel, interpretats amb Osian Ellis (arpa), Richard Adeney (flauta), Gervase de Peyer (clarinet), Emanuel Hurwitz i Ivor McMahon (violí), i Terence Weil (violoncel).
- Mátyás Seiber: Elegy for viola and orchestra, London Philharmonic Orchestra, Mátyás Seiber (1960)[14]
- Benjamin Britten: War Requiem (1963)[15]
- Benjamin Britten: Curlew River (1965)[7]
- Johannes Brahms: String Quintets, String Sextet No. 1, String Sextet No. 2, Amadeus Quartet, William Pleeth (1966–1968)[16]
- Gustav Holst: Lyric Movement for Viola and Small Orchestra, English Chamber Orchestra, Imogen Holst (1967)[17]
- W. A. Mozart: String Quintets, Amadeus Quartet (1967–1974)[18]
- Paul Hindemith: Trauermusik for viola and strings, English Chamber Orchestra, Daniel Barenboim (1968)[14]
- Hector Berlioz: Harold en Italie, amb la York Symphony Orchestra[19]
- Ralph Vaughan Williams: Flos Campi, amb la Jacques Orchestra and the Choir of King's College, Cambridge, David Willcocks (1970)[14]
- Richard Strauss: Prelude to Capriccio, Amadeus Quartet, William Pleeth (1971)[20]
- Johannes Brahms: Two Songs for Voice, Viola and Piano, Op. 91, Janet Baker, André Previn (piano)[21]